# Vendeuvre (Calvados)
Vendeuvre (früher La roche corbon) ist eine französische Gemeinde mit 802 Einwohnern (Stand 1. Januar 2022) im Département Calvados in der Region Normandie; sie gehört zum Arrondissement Caen und zum Kanton Livarot-Pays-d’Auge.

## Bevölkerungsentwicklung
- 1962: 790
- 1968: 809
- 1975: 721
- 1982: 706
- 1990: 708
- 1999: 734
- 2007: 736
- 2016: 752

## Eingemeindungen
- 1830: Pont (71 Einwohner) im Süden
- 1965: Morières (104 Einwohner) im Osten
- 1972: Escures-sur-Favières (214 Einwohner) im Norden
- 1972: Grisy (183 Einwohner) im Norden

## Sehenswürdigkeiten

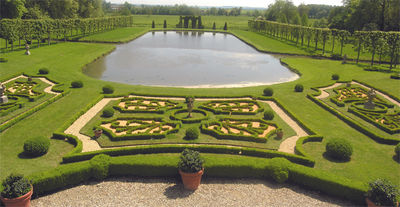
Im Schlossgarten von Vendeuvre

- Schloss Vendeuvre und seine Gärten, 1750–1752 gebaut
- Musée du mobilier miniature in der Orangerie des Schlosses